# Om mani padme hum
Om mani padme hum (Devanagari ॐ मणि पद्मे हूँ) je verjetno najbolj znana mantra budizma. Sestavlja jo šest zlogov mantre bodhisattve, sočutja. Mantra je povezana s štiri-ročno Shadakshari, utelešenjem sočutja.

## Različni zapisi
Na zahodu mantro pišejo na različne načine, odvisno od šole budizma ter učitelja.
Možni zapisi:
- Tibetansko: ཨོཾ་མ་ཎི་པ་དྨེ་ཧཱུྃ་ Om Mani Peme Hung [ali Hum]
- Devanagari: ॐ मणि पद्मे हूँ:Oṃ Maṇi Padme Hūṃ
- Kitajsko: 唵嘛呢叭咪吽, pinyin Ǎn Mání Bāmī Hōng
- Korejsko: 옴 마니 파드메 훔 Om Mani Padeume Hum ali 옴 마니 반메 훔 Om Mani Banme Hum
- Japonsko: オンマニハツメイウン On Mani Hatsumei Un
- Mongolsko: Ум маани бадми хум ali Um maani badmi khum
- Vietnamsko: Úm ma ni bát ni hồng ali Án ma ni bát mê hồng

## Izgovorjava
V tibetanščini se šest zlogov mantre izgovarja 'om ma ni pem me hung' .

## Pomen
Mantra je sicer prevedljiva na več načinov, a najpogostejši je naslednji.
| Zlog | kulminacija vrline   | očisti                       | božji simbol           |
| ---- | -------------------- | ---------------------------- | ---------------------- |
| Om   | meditacija/blaženost | ponos                        | modrost                |
| Ma   | potrpljenje          | ljubosumje                   | sočutje                |
| Ni   | disciplina           | strast / poželenje           | telo, govor, mišljenje |
| Pad  | modrost              | neznanje / vnaprejšnje sodbe | mirnost                |
| Me   | plemenitost          | revščino / posesivnost       | blaženost              |
| Hum  | marljivost           | agresijo / sovraštvo         | kvaliteta sočutja      |

### Definicija H.H. 14. Dalajlame
"Zelo dobro je, če recitirate mantro Om mani padme hum ter ob tem razmišljate o pomenu vseh šestih zlogov. Prvi Om simbolizira nečisto telo, govor, mišljenje sočasno pa tudi čisto, vzvišeno telo, govor in mišljenje Bude."
"Pot je nakazana v naslednjih štirih zlogih. Mani pomeni dragulj, ki simbolizira nesebično željo, da bi postali razsvetljeni, usmiljeni in ljubeči."
"Zloga padme pomenita lotosov cvet in simbolizirata modrost."
"Čistost mora biti dosežena z neločljivostjo načina in modrosti, simbolizirana z zadnjim zlogom hum, ki predstavlja nedeljivost."
"Teh šest zlogov, om mani padme hum, torej pomeni, da z vajo, ki je nedeljiva povezava načina in modrosti, lahko pretvoriš svoje nečisto telo, govor in mišljenje v čisto, vzvišeno telo, govor in mišljenje Bude."

## Sklic
1. ↑  Izgovorjava mantre tibetanskega begunca: Wave Format Arhivirano 2015-09-23 na Wayback Machine. and Real Audio Format Arhivirano 2013-09-15 na Wayback Machine..